# Météorite de Nakhla
La météorite de Nakhla, ou simplement Nakhla, est une météorite tombée en Égypte en 1911. C'est la première météorite signalée en Égypte, la troisième météorite martienne connue (après Chassigny et Shergotty), et la première à montrer les signes de processus aqueux sur Mars. Nakhla est le lithotype des nakhlites.

## Histoire
La météorite de Nakhla est tombée le 28 juin 1911 vers 9 h à proximité du village d'El Nakhla El Bahariya dans le district d'Abu Hommos (gouvernorat d'Alexandrie, khédivat d'Égypte), aujourd'hui Abu Hummus (en) (gouvernorat de Beheira, Égypte). Divers fragments ont été ramassés près des hameaux d'Ezbet Abdalla Zeid, Ezbet Abdel Malek, Ezbet el Askar et Ezbet Saber Mahdi,,.
De nombreuses personnes ont vu la météorite s'approcher du nord-ouest avec une inclinaison d'environ 30° et une trajectoire soulignée par une traînée blanche. Plusieurs explosions ont été entendues avant que l'objet ne tombe sur Terre. Une quarantaine de fragments ont été récupérés sur une zone d'environ 4,5 km de diamètre, dont certains enfouis dans le sol jusqu'à un mètre de profondeur. les fragments récupérés pesaient de 20 g à 1,813 kg, pour une masse initiale estimée à 10 kg,.
Selon les dires de Mohammed Ali Effendi Hakim, un fermier du village de Denshal, un fragment de la météorite serait tombé sur un chien et l'aurait vaporisé instantanément. Sans autre témoin oculaire ni trace matérielle, cette histoire reste apocryphe mais elle est devenue une sorte de légende parmi les astronomes.

## Caractéristiques

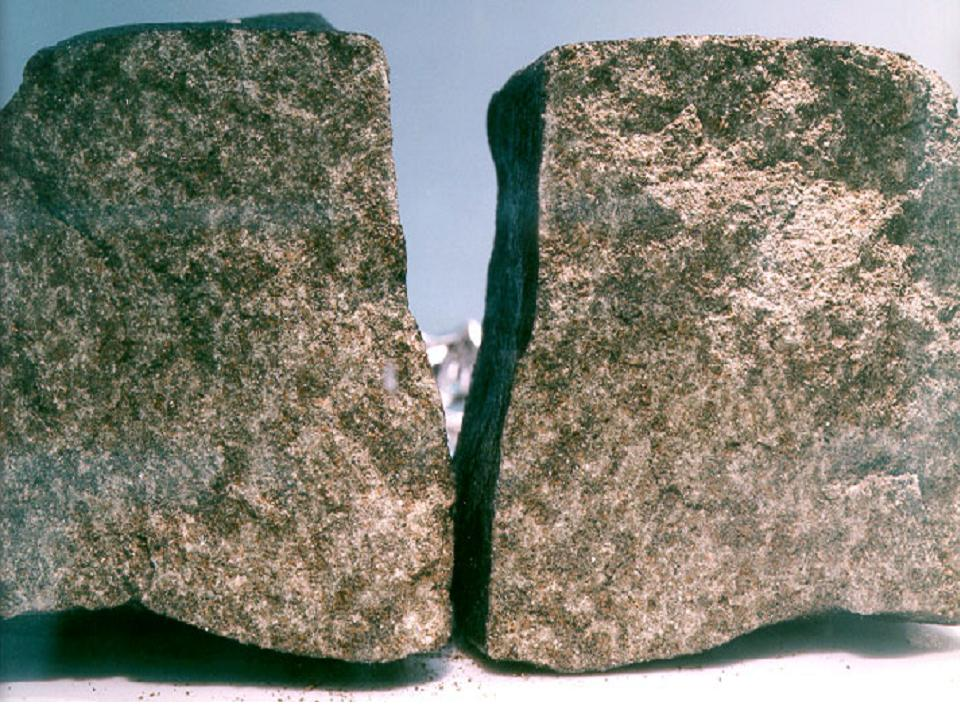
Aspect de l'intérieur d'un fragment de la météorite de Nakhla (juste après sa fracturation en 1998.

La météorite présente une surface noire, due à la formation d'une croûte de fusion lors de son entrée dans l'atmosphère terrestre. Sous cette croûte on trouve l'assemblage de minéraux originel, des cristaux d'augite et d'olivine avec une mésostase interstitielle. La mésostase est principalement constituée de plagioclase et de feldspath alcalin, mais contient aussi de la magnétite titanifère, de l'ulvöspinelle, de la pyrite, de la pyrrhotite, de la chlorapatite et de la fluorapatite, de la silice et du verre silico-alcalin. La météorite présente également des traces d'argile et de cristaux de sels.

## Datations
L'âge de cristallisation de Nakhla a été déterminé par cinq méthodes différentes, qui donnent des résultats concordants dans la limite des incertitudes. L'âge le plus précis a été obtenu par la méthode argon-argon : 1,328 ± 0,008 Ga.

## Origine
Les traces d'argile et de sels témoignent directement de la présence d'eau sur Mars (l'argile, notamment, ne pouvant se former qu’en présence d'eau).
Nakhla est issue du sous-sol martien, ce qui implique qu’elle a dû être éjectée par un choc assez violent.